# 飲酒·其四
《飲酒·其四》是中國東晉時期士大夫與詩人陶渊明著名詩作，詩文如下：
| “ | 棲棲失群鳥，日暮猶獨飛。徘徊無定止，夜夜聲轉悲。厲響思清遠，去來何依依。因值孤生松，斂翮遙來歸。勁風無榮木，此蔭獨不衰。託身已得所，千載不相違。 | ” |

## 創作背景
东晋義熙十二年（416年），劉裕調集全國兵力，五路向西討伐後秦，克洛陽，西晉故都得以光復，次年（417年）再克長安，消息傳回江南，東晉朝野一片歡騰。朝廷封劉裕宋公，加九錫，位在各諸侯之上。劉裕囂張跋扈，篡奪晉室是遲早的事。當年秋天，陶淵明想到東晉若滅亡，曾祖父陶侃赫赫功績將一筆勾銷，心中悶悶不樂，不如一醉方休。醉酒後詩興大發，得20首詩，而後再修改潤色，命名為《飲酒》，此為其四。

## 解說與賞析
描寫一隻離群的孤鳥，在黃昏暮色的天空中徘徊悲鳴。鳥兒夜夜都彷徨徘徊，叫聲一夜比一夜悲哀，嚮往著一個理想之地，經過艱難疲勞的飛翔，終於選定能忍耐嚴寒的一棵松樹作為托身之所，翅膀徑直向松樹落下，願意把生命交託上，今後不惜代價決心不會離開。:398、410
鳥兒奔波不安，往來不定，寄託舉世皆濁，眾人皆醉，而只有自己清醒。在牠精疲力盡時，終於找到可以棲息的「孤生松」:36-37。寄寓詩人歸隱田園，精神上找到安身立命的所在，再也不用徘徊彷徨。詩歌順序推展，寫得很有次序:411、415。